# Nederlandse kampioenschappen zwemmen 1944
De Nederlandse kampioenschappen zwemmen 1944 werden gehouden op 12 en 13 augustus 1944 in Hilversum, Nederland.
De vorige nationale kampioenen, Iet Koster-van Feggelen en Nel van Vliet, moesten verstek laten gaan. Van Feggelen was kort tevoren bevallen van haar eerste kind en Van Vliet mocht op doktersadvies niet meedoen. Een andere kanshebster voor goud op het onderdeel rugzwemmen bij de dames, Greetje Galliard, kon er ook niet bij zijn. Schoonspringster Rie Muytjens zorgde voor de grootste verrassing door een bijzondere mijlpaal te behalen: voor het eerst kwam een deelneemster boven de 100 punten.

## Zwemmen

### Mannen
| Afstand:           | Goud:                                                         | Tijd    | Zilver:                                                             | Tijd    | Brons:                                                  | Tijd    |
| 100 m vrije slag   | Sam Moolenaar Het Y                                           | 1.03,8  | Joop van Merkesteyn Haarlem                                         | 1.04,2  | Frits de Geest HPC                                      | 1.04,8  |
| 400 m vrije slag   | Frits de Geest HPC                                            | 5.20,6  | Frits Ruimschotel HZ&PC                                             | 5.25,8  | Joop van Merkesteyn Haarlem                             | 5.31,6  |
| 1500 m vrije slag  | Frits Ruimschotel HZ&PC                                       | 22.34,4 | H. van Driel Forel                                                  | 23.05,4 | J. Bos ZZCN                                             | 23.18,7 |
| 100 m rugslag      | Frits de Geest HPC                                            | 1.13,8  | André Slikker DAW                                                   | 1.16,4  | J. Geerling DZV                                         | 1.17,8  |
| 200 m schoolslag   | Wim Seton Roode Haan                                          | 2.51,2  | Herman Smitshuijzen AZ '70                                          | 2.53,0  | Ruud van Feggelen De Meeuwen                            | 2.59,0  |
| 4x200 m vrije slag | HPC Heemstede I J. Menger M. Mauritz T. Kloots Frits de Geest | 10.16,2 | Het Y Sam Moolenaar J. L. Schopman H. van Rootselaar Willy Geerling | 10.19,4 | Zian Cor Braasem C. Razoux Schultz Frits Smol M. Lamers | 10.47,2 |

### Vrouwen
| Afstand:           | Goud:                                                           | Tijd   | Zilver:                                                            | Tijd   | Brons:                                                             | Tijd   |
| 100 m vrije slag   | Bep van Schaik De Meeuwen                                       | 1.09,4 | Hannie Termeulen HDZ                                               | 1.11,6 | Thea Snoeks ADZ                                                    | 1.12,6 |
| 400 m vrije slag   | Annie Veldhuijzen De Robben                                     | 5.47,6 | Bep van Schaik De Meeuwen                                          | 5.59,4 | Willy Soetekouw RDZ                                                | 5.59,6 |
| 100 m rugslag      | Annie Veldhuijzen De Robben                                     | 1.20,3 | Thea de Haan Zian                                                  | 1.22,4 | Nida Scheffer-Senff ADZ                                            | 1.24,0 |
| 200 m schoolslag   | Willy Haverlag De Robben                                        | 3.02,7 | Tonny Bijland HZC                                                  | 3.08,8 | G. Jellema ADZ                                                     | 3.10,0 |
| 4x100 m vrije slag | RDZ I Ans Massaar Irma Schuhmacher Bep Zijlstra Bep Groenendijk | 5.07,9 | De Robben G. Groenhuizen L. Put Annie van Kampen Annie Veldhuijzen | 5.14,8 | RDZ II I. Mol H. Langenbach Willy Soetekouw Greta Riksman-Brouwers | 5.20,0 |

## Schoonspringen

### Mannen
| Onderdeel: | Goud:                   | Score  | Zilver:                | Score  | Brons:            | Score  |
| 3 m plank  | Clemens de Goede AZ '70 | 111,06 | Nico van der Voort HPC | 108,68 | Piet Koppelle AZC | 108,63 |

### Vrouwen
| Onderdeel: | Goud:            | Score  | Zilver:        | Score | Brons:              | Score |
| 3 m plank  | Rie Muytjens ADZ | 100,47 | Coby Floor ADZ | 92,35 | Toos van Dongen NZC | 90,61 |

Langebaan (50 meter):

1920 ·
1921 ·
1922 ·
1923 ·
1924 ·
1925 ·
1926 ·
1927 ·
1928 ·
1929 ·
1930 ·
1931 ·
1932 ·
1933 ·
1934 ·
1935 ·
1936 ·
1937 ·
1938 ·
1939 ·
1940 ·
1941 ·
1942 ·
1943 ·
1944 ·
1945 ·
1946 ·
1947 ·
1948 ·
1949 ·
1950 ·
1951 ·
1952 ·
1953 ·
1954 ·
1955 ·
1956 ·
1957 ·
1958 ·
1959 ·
1960 ·
1961 ·
1962 ·
1963 ·
1964 ·
1965 ·
1966 ·
1967 ·
1968 ·
1969 ·
1970 ·
1971 ·
1972 ·
1973 ·
1974 ·
1975 ·
1976 ·
1977 ·
1978 ·
1979 ·
1980 ·
1981 ·
1982 ·
1983 ·
1984 ·
1985 ·
1986 ·
1987 ·
1988 ·
1989 ·
1990 ·
1991 ·
1992 ·
1993 ·
1994 ·
1995 ·
1996 ·
1997 ·
1998 ·
Amersfoort 1999 ·
Drachten 2000 ·
Eindhoven 2001 ·
Amersfoort 2002 ·
Amsterdam 2003 ·
Amsterdam 2004 ·
Amsterdam 2005 ·
Eindhoven 2006 ·
Amsterdam 2007 ·
Eindhoven 2008 ·
Eindhoven 2009 ·
Eindhoven 2010 ·
Eindhoven juni 2011 ·
Eindhoven december 2011 ·
Amsterdam 2012 ·
Eindhoven 2013 ·
Eindhoven 2014 ·
Eindhoven 2015 ·
Eindhoven 2016 ·
Eindhoven 2017 ·
Amersfoort 2018 ·
Amersfoort 2019 ·
2020 ·
2021 ·
Amersfoort 2022 ·
Amersfoort 2023 ·
Amersfoort 2024

Kortebaan (25 meter):

1980 ·
1981 ·
1982 ·
1983 ·
1984 ·
1985 ·
1986 ·
1987 ·
1988 ·
1989 ·
1990 ·
1991 ·
1992 ·
1993 ·
1994 ·
1995 ·
1996 ·
1997 ·
's-Hertogenbosch 1998 ·
Nieuwegein 1999 ·
Nieuwegein 2000 ·
Alphen aan den Rijn 2001 ·
Eindhoven 2002 ·
Drachten 2004 ·
Amsterdam 2005 ·
Drachten 2006 ·
Amsterdam 2007 ·
Amsterdam 2008 ·
Amsterdam 2009 ·
Amsterdam 2010 ·
Amsterdam 2012 ·
Dordrecht 2013 ·
Tilburg 2014 ·
Tilburg 2015 ·
Hoofddorp 2016 ·
Hoofddorp 2017 ·
Tilburg 2018 ·
Tilburg 2019 ·
2020 ·
Den Haag 2021 ·
Den Haag 2022 ·
Den Haag 2023